# Comuna de Kiernozia
Kiernozia (polaco: Gmina Kiernozia) é uma gminy (comuna) na Polónia, na voivodia de Lodz e no condado de Łowicki. A sede do condado é a cidade de Kiernozia.
De acordo com os censos de 2004, a comuna tem 3683 habitantes, com uma densidade 48,4 hab/km².

## Área
Estende-se por uma área de 76,03 km², incluindo:
- área agricola: 89%
- área florestal: 4%

## Demografia
Dados de 30 de Junho 2004:
|                      | Total   | Total | Mulheres | Mulheres | Homens  | Homens |
| -------------------- | ------- | ----- | -------- | -------- | ------- | ------ |
|                      | pessoas | %     | pessoas  | %        | pessoas | %      |
| População            | 3683    | 100   | 1853     | 50,3     | 1830    | 49,7   |
| Densidade (pop./km²) | 48,4    | 100   | 24,4     | 24,4     | 24,1    | 24,1   |

De acordo com dados de 2002, o rendimento médio per capita ascendia a 1254,13 zł.

## Subdivisões
- Brodne-Józefów, Brodne-Towarzystwo, Chruśle, Czerniew, Jadzień, Jerzewo, Kiernozia, Lasocin, Natolin Kiernoski, Niedzieliska, Osiny, Sokołów-Kolonia, Sokołów-Towarzystwo, Stępów, Teresew, Tydówka, Wiśniewo, Witusza, Wola Stępowska, Zamiary.

## Comunas vizinhas
- Chąśno, Iłów, Kocierzew Południowy, Pacyna, Sanniki, Zduny, Żychlin